# MAC法
MAC法 (marker and cell method)とは、コンピュータグラフィックスにおいて流体やその他のシミュレーションを行うため関数を離散化する際に一般的に使用される手法の一つである 。ロスアラモス国立研究所のFrancis Harlowらによって開発された。